# Hexaborure de lanthane
L'hexaborure de lanthane (LaB6) ou plus simplement le borure de lanthane est un composé inorganique, le borure du lanthane. C'est un matériau céramique réfractaire qui a pour point de fusion 2 210 °C, insoluble dans l'eau et l'acide chlorhydrique. Il a un faible travail de sortie et l'une des plus grandes émissivités d'électrons connues et est stable dans le vide. Les échantillons stœchiométriques ont une couleur violette intense, ceux riches en bore (au-dessus de LaB6,07) sont bleus. Sous l'effet d'un bombardement ionique, sa couleur passe du violet au vert .

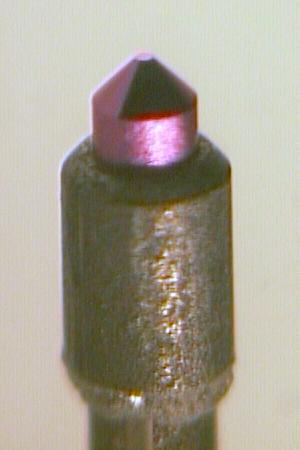
Une cathode chaude d'hexaborure de lanthane.

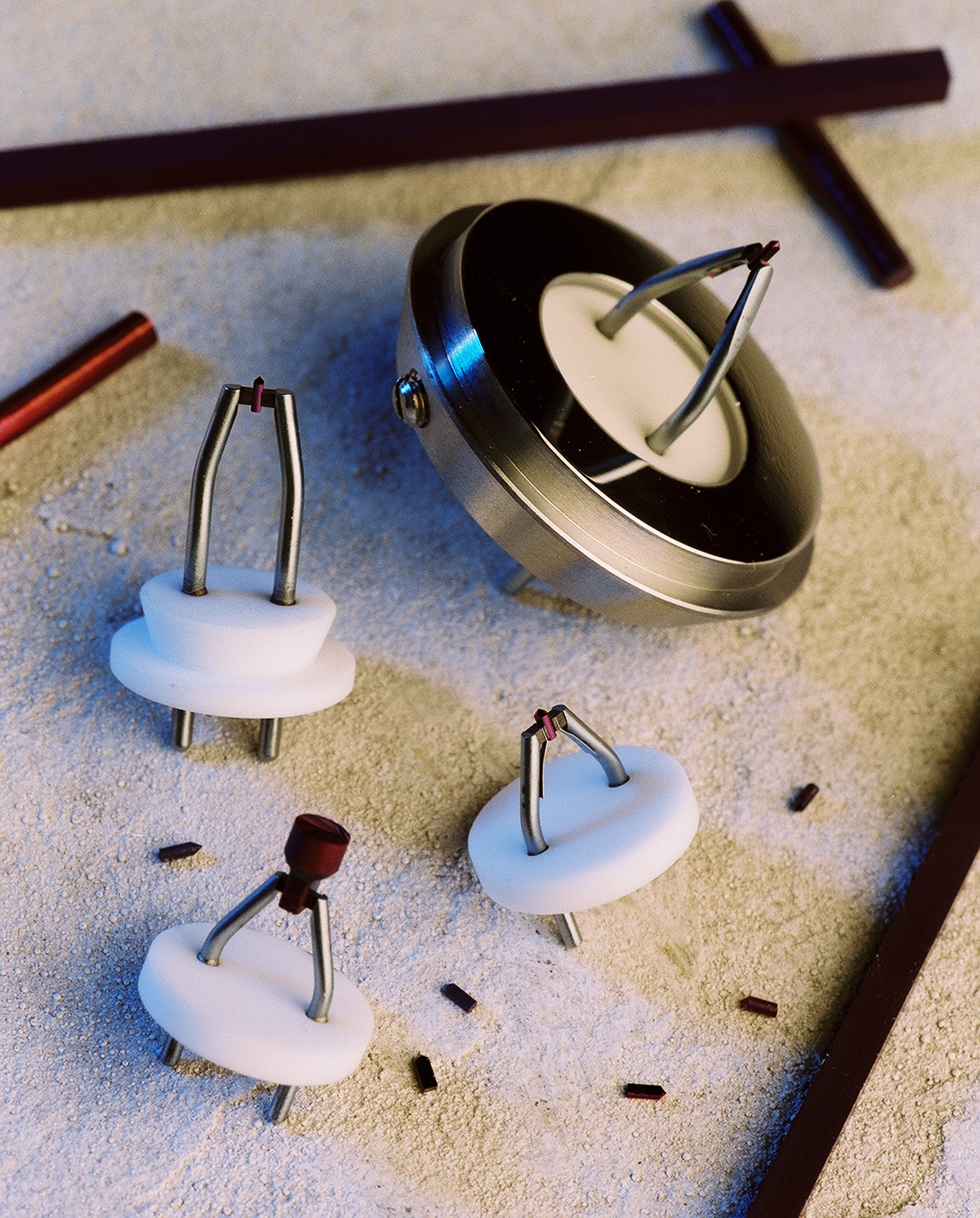
Cathodes d'hexaborure de lanthane

La principale utilisation de l'hexaborure de lanthane est en cathode chaude (cathode thermoionique), soit à l'état monocristallin ou comme couche de dépôt formé par dépôt physique par phase vapeur (PVD). Les hexaborures tels que l'hexaborure de lanthane ou l'hexaborure de cérium (CeB6) ont des faibles travaux de sortie, d'environ 2,5 eV. Ils sont aussi assez résistants à l'empoisonnement cathodique. Les cathodes d'hexaborure de lanthane ont un taux d'évaporation plus élevé à 1 700 K que celles en hexaborure de cérium, mais ces taux deviennent à peu près égaux au-dessus de 1 850 K. Les cathodes d'hexaborure de lanthane ont aussi une durée de vie d'un tiers plus faible que celles en hexaborure de cérium, ces dernières ayant une meilleure résistance à la contamination au carbone.
Les cathodes d'hexaborure sont environ dix fois plus « brillantes » que celles en tungstène et ont une durée de vie 10 à 15 fois plus longue. Parmi les applications et appareils utilisant de telles cathodes, on trouve la microscopie électronique, les tubes à micro-ondes, la lithographie à faisceau d'électrons, le soudage par faisceau d'électrons, les tubes à rayons X et les lasers à électrons libres.
L'hexaborure de lanthane s'évapore lentement des cathodes chauffées et forme des dépôts sur les wehnelts (en) et les ouvertures. LaB6 est aussi utilisé comme standard de souche/taille pour la diffraction sur poudre appliquée aux rayons X, afin de calibrer la gamme des pics de diffraction.
LaB6 est un supraconducteur avec une température de transition relativement basse, 0,45 K.